# 鈴木邦和
鈴木 邦和（すずき くにかず、1989年2月17日 - ）は、日本の政治家。元東京都議会議員（1期）。「選挙ドットコム」編集長。

## 来歴
1989年、神奈川県横浜市生まれ。群馬県立前橋高等学校卒業後、東京大学工学部精密工学科卒業。
2011年、大学在学中に東日本大震災の復興支援団体「UT-Aid」を設立、2000名のボランティアを被災地に派遣。同団体は東京大学の学生表彰の最高賞である総長大賞を受賞した。
2012年、政治・選挙ポータルサイト「日本政治.com」を設立。投票マッチング（ボートマッチ）を開発。4度の国政選挙で約150万人の有権者に利用された。
2016年、米フォーブス誌によるアジアを代表する30歳以下の若者「30 under 30 in Asia」に田中将大や錦織圭らと共に選出された。
2017年、都民ファーストの会の公認を得て、武蔵野市選挙区で東京都議会議員に初当選。
2018年、世界経済フォーラムの33歳以下のメンバー「Global Shapers」に選出。
2021年7月、東京都議会議員選挙にて2位で落選。10月に執行された第49回衆議院議員選挙では選挙ドットコムの投票マッチングをプロデュース。約350万人に利用された。
2022年4月、国内大手選挙メディア「選挙ドットコム」の編集長に就任。7月には愛媛県大洲市の最高デジタル責任者（CDO）補佐官に就任。

## エピソード
- 高校時代に高校将棋竜王戦などの県大会で優勝し、全国大会に出場している[14][15]。
- 同じく都民ファーストの会から同期当選を果たした成清梨沙子とともに、都議会史上初の平成生まれの議員だった。
- 都議会ではデジタル推進議連の初代座長を務めた[16]。